# Демократическая Федеративная Югославия
Демократи́ческая Федерати́вная Югосла́вия (ДФЮ, сербохорв. Демократска Федеративна Југославија / Demokratska Federativna Jugoslavija) — государство на Балканском полуострове в 1945 году. Считается правопреемником Королевства Югославия и предшественником Федеративной Народной Республики Югославия.

## Название
Официальное использование названия Демократическая федеративная Югославия (ДФЮ) было начато только с 10 августа 1945 года, при этом и ранее было два исторических этапа, когда уже использовалось это название:
1) период с двумя югославскими правительствами (29 ноября 1943 года — 7 марта 1945 года), когда существовало параллельно королевское югославское правительство в изгнании (в Лондоне) и Национальный комитет освобождения Югославии в стране (оба правительства считали себя единственными легитимными). В этот период НКОЮ использовал «ДФЮ» как название страны.
2) переходный период, в течение которого с 7 марта по 29 ноября 1945 года на бумаге существовало объединённое королевское правительство НКОЮ. В этот период название «ДФЮ» было принято обеими сторонами, и поэтому в этот период ДФЮ можно считать последней фазой королевства и первой фазой социалистической Югославии. Федеративная народная республика Югославия была провозглашена 29 ноября 1945 года, и в тот же день была упразднена монархия.

## История

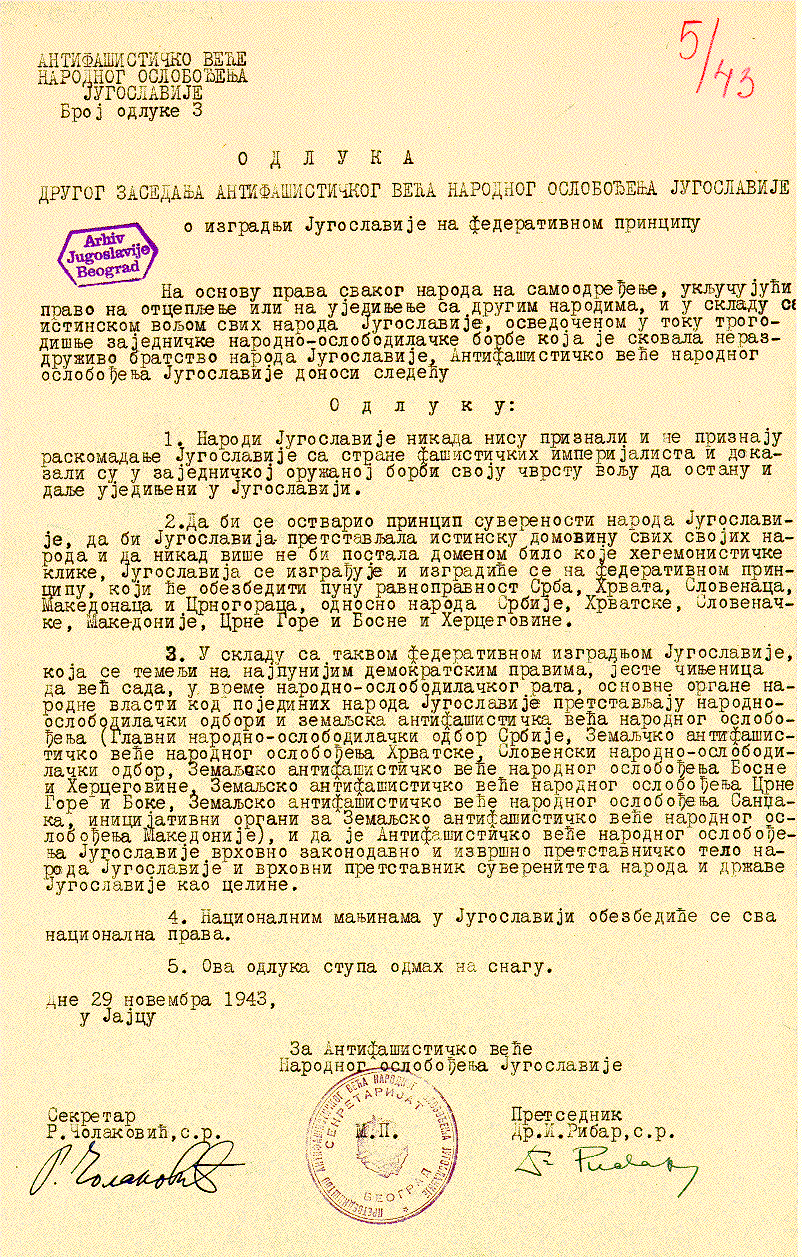
Факсимиле решения АВНОЮ от 29 ноября 1943 об образовании федеративной Югославии

- 29 ноября 1943 в городе Яйце (Босния) на второй сессии Антифашистского вече народного освобождения Югославии принято решение о строительстве после окончания Второй мировой войны демократического федеративного государства югославских народов под руководством Коммунистической партии Югославии. Были заложены основы федеративного устройства страны из 6 республик: Сербия, Хорватия, Босния и Герцеговина, Словения, Македония и Черногория. Королю Петру II Карагеоргиевичу запрещено возвращаться в страну, а лондонское эмигрантское правительство лишено всех прав законного правительства Югославии.
- 7 марта 1945 в Белграде сформировано правительство Демократической Федеративной Югославии во главе с Иосипом Броз Тито. Новое правительство признали СССР, Великобритания, США и другие союзные государства.
- После образования общеюгославского правительства началось формирование правительств республик: 9 апреля — Сербии, 14 апреля — Хорватии, 16 апреля — Македонии, 17 апреля — Черногории, 27 апреля — Боснии и Герцеговины, 5 мая — Словении.
- 7 августа 1945 в Белграде состоялась третья сессия Антифашистского вече народного освобождения Югославии, которая была расширена 36 депутатами последнего югославского парламента 1938 года, не имевшими отношениями с немецкими оккупантами. Расширенное Антифашистского вече было названо Временной народной скупщиной Югославии и приняло первые законы новой Югославии.
- ноябрь 1945 — выборы в Учредительную скупщину, на которых 96 % голосов получил Единый народно-освободительный фронт Югославии.
- 29 ноября 1945 — Учредительная скупщина окончательно ликвидирует монархию и провозглашает Федеративную Народную Республику Югославия.

## Административное деление
В Демократической Федеративной Югославии были созданы шесть федеральных государств:
- Федеральное государство Босния и Герцеговина
- Федеральное государство Словения
- Федеральное государство Сербия
- Федеральное государство Хорватия
- Федеральное государство Черногория
- Федеральное государство Македония